# Намислакі
Намислакі (пол. Namysłaki) — село в Польщі, у гміні Серошевиці Островського повіту Великопольського воєводства.
Населення — 192 особи (2011).

## Демографія
Демографічна структура станом на 31 березня 2011 року:
|          | Загалом | Допрацездатний вік | Працездатний вік | Постпрацездатний вік |
| -------- | ------- | ------------------ | ---------------- | -------------------- |
| Чоловіки | 92      | 23                 | 65               | 4                    |
| Жінки    | 100     | 28                 | 52               | 20                   |
| Разом    | 192     | 51                 | 117              | 24                   |